# Abd al-Hafid av Marocko
Abd al-Hafid av Marocko, född 1875, död 1937, var regerande sultan av Marocko mellan 1909 och 1912.